# Alberto Bruttomesso
Alberto Bruttomesso (Valdagno, 30 ottobre 2003) è un ciclista su strada italiano che corre per il team Bahrain Victorious. Attivo tra gli Under-23/Elite dal 2022, nello stesso anno ha vinto una tappa al Giro d'Italia Giovani Under 23.

## Palmarès
- 2021 (Juniores)

Coppa Montes
Trofeo Ristorante alla Colombera
Gran Premio Amici del Ciclismo
3ª tappa Giro del Friuli Venezia Giulia Juniores (Fiume Veneto > Porcia)
Gran Premio di San Prospero
2ª tappa, 1ª semitappa Giro della Lunigiana (Lerici > Marinella di Sarzana)
Giro della Riviera Apuana
Trofeo Top Automazioni
- 2022 (Zalf Euromobil Fior, sei vittorie)

Criterium Industria & Artigianato
Trofeo BCC Romagna Occidentale-Memorial Sauro Coppini
Trofeo Gino Visentini
Gran Premio General Store
Trofeo Città di Castelfidardo
1ª tappa Giro d'Italia Giovani Under 23 (Gradara > Argenta)
- 2023 (Cycling Team Friuli, due vittorie)

Gran Premio Misano 100
4ª tappa Carpathian Couriers Race (Niedzica > Podegrodzie)

### Altri successi
- 2021 (Juniores)

1ª tappa Giro del Friuli Venezia Giulia Juniores (Pordenone, cronosquadre)
Classifica traguardi volanti Giro della Lunigiana
- 2023 (Cycling Team Friuli)

1ª tappa Carpathian Couriers Race (Budapest, cronosquadre)

## Piazzamenti

### Competizioni mondiali
- Campionati del mondo

Fiandre 2021 - In linea Junior: 47º

### Competizioni europee
- Campionati europei

Drenthe 2023 - In linea Under-23: 44º